# Catedral de San Luis (Plovdiv)
La Catedral de San Luis (en búlgaro: катедрала „Свети Лудвиг“) es una catedral católica en la ciudad de Plovdiv, Bulgaria. Se trata de la Concatedral de la diócesis de Sofía y Plovdiv junto con la Catedral de San José en Sofía, es además uno de los más grandes e importantes lugares de culto católicos en el país. Se llama así por Luis IX de Francia, comúnmente conocido como "San Luis".
La catedral fue construida en la década de 1850, durante el tiempo de vicario Andrea Canova. El primer órgano en Bulgaria se instaló en la catedral en 1861, siendo más tarde reemplazado por uno nuevo y más grande. Un incendio dañó gravemente la catedral en 1931 y destruyó el techo tallado en madera. La catedral fue reconstruida y reinaugurada el 8 de mayo de 1932. Arquitectónicamente, cuenta con una ecléctica combinación de neoclasicismo y el neobarroco.

## Sarcófago de la Princesa María Luisa
María Luisa de Borbón-Parma, la primera esposa del Zar Fernando I de Bulgaria, descansa en la parte derecha de la catedral. La princesa estaba profundamente relacionada con Plovdiv y, a menudo, se quedaba en la ciudad en misiones caritativas. De ascendencia italiana, era una creyente excepcional, manteniendo una fuerte conexión espiritual con la Iglesia católica (su padrino fue el mismo Papa Pío IX) y era una invitada frecuente del obispo de Sofía y Plovdiv durante sus visitas a la ciudad. María Luisa murió de un resfriado el 30 de enero de 1899, poco después del nacimiento de su cuarta hija.
Su sarcófago es obra del escultor italiano Tomaso Gentile (1853 -?), debajo están escritas sus últimas palabras a Fernando: "Me muero, pero desde el cielo velaré por ti, por nuestros hijos y por Bulgaria".
El sarcófago se colocó temporalmente en la catedral hasta la construcción del Mausoleo Real, similar al Mausoleo Battenberg, construido poco antes. Pero debido a la abolición de la monarquía búlgara y la muerte del rey Fernando (en 1948), esta idea no se hizo realidad.